# 库尔比·冈瑟
库尔比·冈瑟（英語：Coulby Gunther，1923年2月5日—2005年7月14日），美国NBA联盟前职业篮球运动员。